# Wilhelm Gustav Franz Herter
Wilhelm Gustav Franz Herter (Berlino, 10 gennaio 1884 – Amburgo, 17 aprile 1958) è stato un micologo e botanico tedesco.

## Biografia
Nel 1908 conseguì il dottorato a Berlino con una tesi sul genere Lycopodium. Dal 1923 al 1939 visse e lavorò in Uruguay, ottenendo la cittadinanza uruguaiana nel 1925. Nel 1934 divenne direttore della Revista Sudamericana de Botánica.

## Opere principali
- "Beiträge zur Kenntnis der Gattung Lycopodium", 1908.
- "Plantae Uruguayenses", (con Cornelius Osten), 1925.
- "Estudios botanicos en la region Uruguaya", 1927.
- "Flora ilustrada del Uruguay", 1939.
- "Systema Lycopodiorum" 1950.[2][3]